# Булганин, Николай Александрович
Никола́й Алекса́ндрович Булга́нин (30 мая (11 июня) 1895, Нижний Новгород — 24 февраля 1975, Москва) — советский государственный деятель. Член Президиума (Политбюро) ЦК КПСС (1948—1958, кандидат в члены с 1946 года), член ЦК партии (1937—1961, кандидат с 1934). Маршал Советского Союза (1947, лишён этого звания в 1958 году), генерал-полковник. Входил в ближайшее окружение И. В. Сталина.
Председатель Совета Министров СССР (1955—1958), первый заместитель с 1950 года, заместитель с 1947 года, в 1938—1944 гг. заместитель председателя СНК СССР. Трижды председатель Государственного банка СССР (1938—1940, 1940—1945, 1958). В 1953—1955 гг. министр обороны, в 1947—1949 гг. — министр вооружённых сил СССР. В 1937—1938 гг. — председатель СНК РСФСР. Депутат Верховного Совета СССР 1—5 созывов (1937—1962).
Герой Социалистического Труда (1955).

## Биография
В автобиографии указывал, что его отец служил на паровой мельнице товарищества Бугрова на станции Сейма в 50 километрах от города. В частности, по другим данным его отец, Александр Павлович Булганин (1857—1947), из мещан города Семёнова, работал приказчиком на заводах известного в то время хлебопромышленника Н. А. Бугрова; в музее Н. А. Бугрова в Володарске до сих пор хранится кассовая книга с подписями А. Булганина в данном качестве.

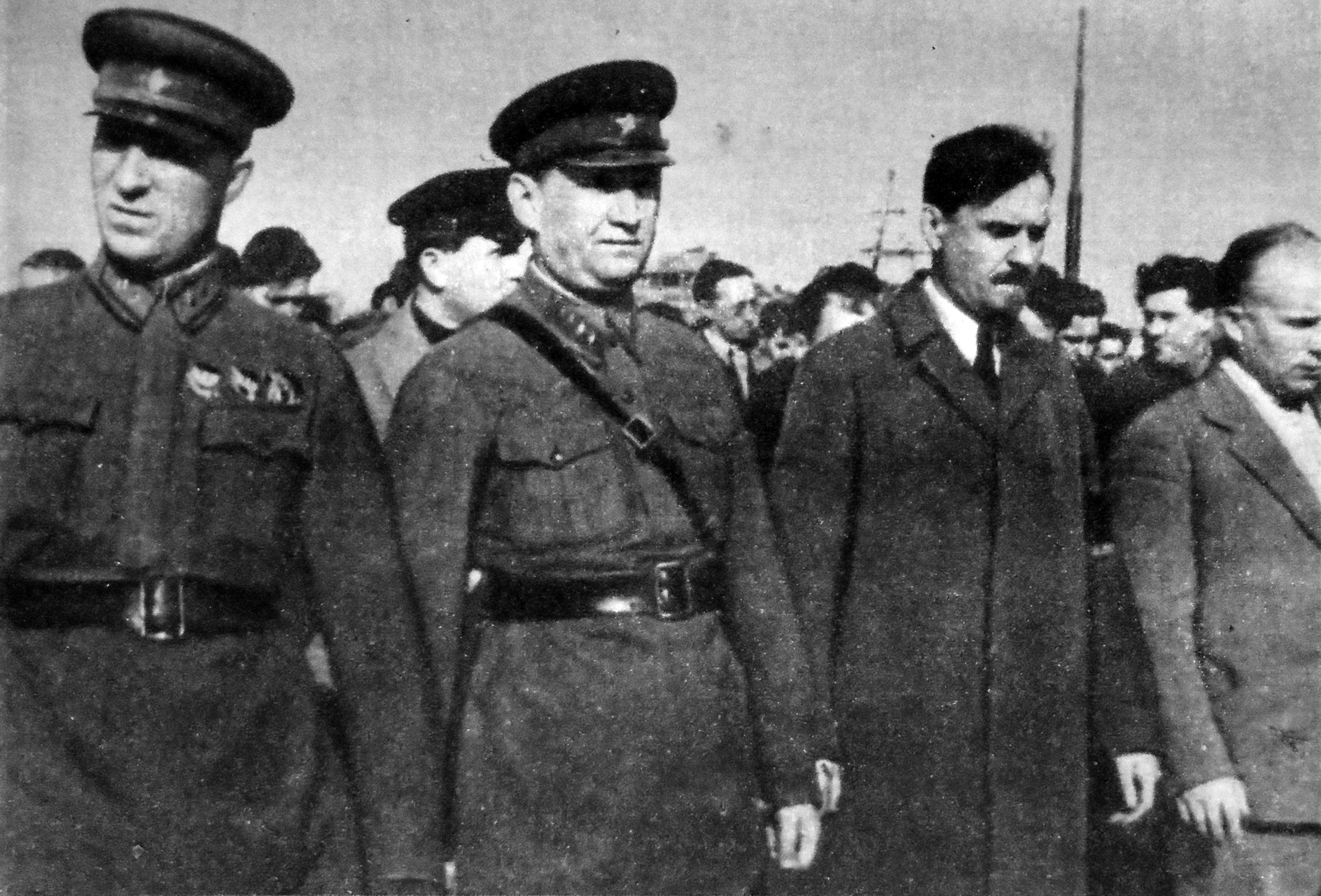
Похороны погибших при катастрофе самолёта «Максим Горький». Военный комендант Москвы М. Ф. Лукин, командующий войсками МВО И. П. Белов, председатель Моссовета Н. А. Булганин, 1-й секретарь МК и МГК ВКП(б) Н. С. Хрущёв. 1935 год

Трудовую биографию начал в 1915 году учеником электротехника в Нижнем Новгороде. В 1917 году окончил реальное училище. Затем работал конторщиком.
С марта 1917 года член РСДРП(б).
В 1917—1918 годах — боец охраны Растяпинского завода взрывчатых веществ Нижегородской губернии.
С 1918 года работал в органах ВЧК, 1918—1919 годы — заместитель председателя Московско-Нижегородской железнодорожной ЧК. В 1919—1921 годы — начальник сектора оперативной части по транспорту Особого отдела Туркестанского фронта. 1921—1922 годы — начальник транспортной ЧК Туркестанского военного округа. В 1922 году — заместитель начальника информационного отдела по транспорту ГПУ РСФСР.
В 1922—1927 годах — помощник председателя электротехнического треста Центрального района, председатель государственного электротехнического треста ВСНХ СССР.
В 1927—1931 годах директор Московского электролампового завода имени Куйбышева (МЭЛЗ). В 1930 году завод первым среди промышленных предприятий СССР награждён орденом Ленина № 2. Булганин же стал одним из первых в СССР кавалеров Ордена Ленина. В парткоме завода работала Н. Кухарчук (жена Н. С. Хрущёва), а сам Хрущёв возглавлял комиссию, проводившую инспекцию завода; тогда же завязались их доверительные отношения, продолжавшиеся до середины 1950-х годов.
В 1931—1937 годах — председатель исполкома Моссовета.
На XVII съезде ВКП(б) в феврале 1934 года избран кандидатом в члены ЦК ВКП(б).
С июля 1937 по сентябрь 1938 года председатель Совета народных комиссаров РСФСР. На октябрьском пленуме ЦК ВКП(б) 1937 года переведён из кандидатов в члены ЦК ВКП(б). С сентября 1938 по май 1944 года — заместитель председателя Совета народных комиссаров СССР. Одновременно с октября 1938 по апрель 1940 года и с октября 1940 по май 1945 года возглавлял правление Государственного банка СССР.
1 августа 1939 года в должности председателя Правления Госбанка СССР, своим приказом создал службу инкассации при Госбанке СССР.
Во время Великой Отечественной войны с 19 июля 1941 по 10 сентября 1941 года и с 1 февраля 1942 по 5 мая 1942 года — член Военного совета Западного направления. Был членом Военного совета Западного фронта (12.07.1941 — 15.12.1943); 2-го Прибалтийского фронта (16.12.1943 — 21.04.1944); 1-го Белорусского фронта (12.05.1944 — 21.11.1944).

С тех пор как Булганину присвоили генеральское звание, он предпочитал везде появляться в военной форме. Хотя по характеру был совсем не военным, не резким. Но время от времени мог и ругнуться матом. И конечно же, был совсем не стратег. Помню, в 1941 году мы приехали на Западный фронт. Над нашими головами в сторону Москвы степенно, строем, с ровным гулом летели немецкие бомбардировщики. Булганин вдруг занервничал, забегал взад-вперёд и начал кричать: «Почему мы их не сбиваем? Почему не сбиваем?» Жуков оторвался от карты, посмотрел на него твёрдо и говорит: «Да не волнуйся ты так, Николай Александрович! Если мы начнём их сбивать, они начнут бомбить позиции наших войск. Пусть там, в тылу, их сбивают те, кому это положено». Но как хозяйственника Жуков его высоко ценил и был спокоен за тыл фронта, если членом Военного совета был Булганин.— из воспоминаний Михаила Смиртюкова

Могила Булганина на Новодевичьем кладбище Москвы.

С ноября 1944 по февраль 1946 года — заместитель наркома обороны СССР, генерал армии (17 ноября 1944). Член Государственного комитета обороны СССР (до его упразднения в сентябре 1945 года), где сменил К. Е. Ворошилова. В феврале 1945 года был введён в состав Ставки Верховного Главнокомандования. С марта 1946 года — первый заместитель министра Вооружённых сил СССР.
В марте 1946 года избран кандидатом в члены Политбюро и членом Оргбюро ЦК ВКП(б).

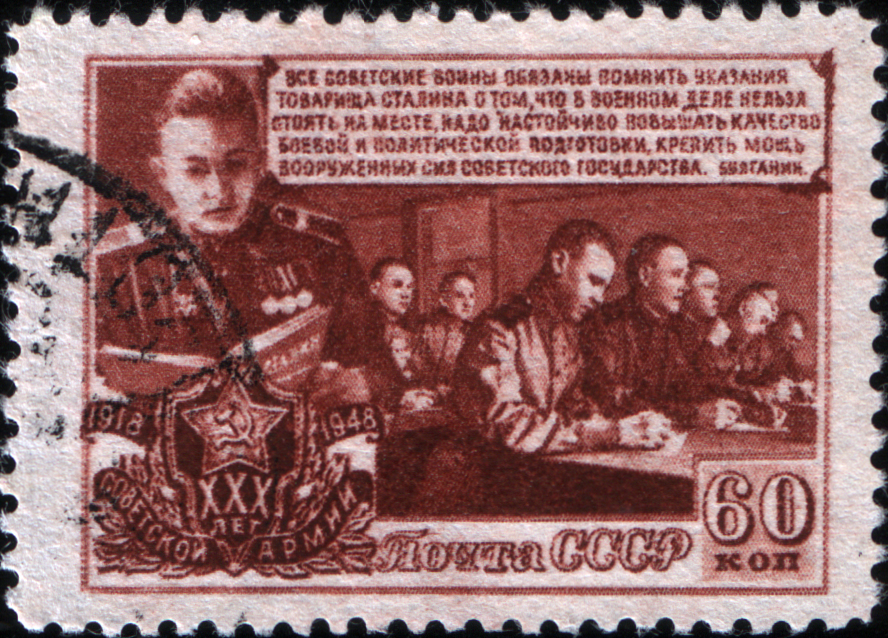
Цитата из работы Н. Булганина на почтовой марке СССР из серии «30-летие Советской армии», 1948

3 марта 1947 года Н. А. Булганин назначен министром Вооружённых сил СССР, до него эту должность с 1941 года занимал непосредственно Сталин. Назначение Булганина, гражданского политического деятеля, никогда не командовавшего войсками, на должность руководителя военного ведомства было, вероятно, связано со стремлением Сталина сохранить контроль над армией в послевоенный период и избежать усиления популярных военачальников, выдвинувшихся во время войны. Как отмечает Военный энциклопедический словарь, он «непосредственно руководил переводом с военного на мирное положение армии и флота, численность которых сократилась с 11 млн человек в мае 1945 г. до 2,874 млн человек к 1948 г.» С 5 марта 1947 по 7 апреля 1950 года — по совместительству заместитель председателя Совета министров СССР. Кроме того, с мая 1947 по август 1949 года — председатель комитета № 2 (реактивная техника) при Совете министров СССР.
Перед парадом 7 ноября 1947 года возникла щекотливая ситуация: командовать парадом предстояло Маршалу Советского Союза Мерецкову, а принимать его должен был генерал армии Булганин. Чтобы устранить несоответствие, Булганину срочно присвоили звание Маршала Советского Союза.
С 18 февраля 1948 года стал членом Политбюро. Серго Берия замечал, что «Иосиф Виссарионович использовал его как третейского судью между маршалами».
24 марта 1949 года Булганин был освобождён от должности министра Вооружённых сил СССР с формулировкой «в связи с переводом в Бюро Совета Министров на общегосударственную работу». По должности заместителя председателя Совета министров СССР на него был возложен контроль за работой министерства финансов, министерства авиационной промышленности, министерства вооружения, комитетов при СМ СССР по реактивной технике и по радиолокации, а через несколько месяцев — и контроль за Министерством Вооружённых Сил (при этом с него сняли контроль за министерством финансов).
С 7 апреля 1950 года — 1-й заместитель председателя Совета Министров СССР. С этого времени в отсутствие Сталина Булганин вёл заседания Совета министров и Бюро Совета министров. 16 февраля 1951 года был создан ещё один орган — Бюро по военно-промышленным и военным вопросам при Совете министров СССР, его председателем тоже стал Н. А. Булганин. 18 октября 1952 года это Бюро было упразднено, вместо него создана Постоянная комиссия по вопросам обороны при Президиуме ЦК КПСС в составе председателя Н. А. Булганина и членов Л. П. Берия, А. М. Василевского, К. Е. Ворошилова, Г. П. Громова, С. Е. Захарова, Л. М. Кагановича, Н. Г. Кузнецова, В. А. Малышева, М. Г. Первухина, М. З. Сабурова. После XIX съезда КПСС в октябре 1952 года избран членом Президиума и членом Бюро Президиума ЦК КПСС. Тогда же его освободили от дополнительных обязанностей в Совете министров СССР с тем, чтобы он сосредоточился на работе в Президиуме ЦК КПСС.
По свидетельству в мемуарах Н. С. Хрущёва, в последние годы жизни Сталин называл Булганина как своего возможного преемника на посту предсовмина СССР.

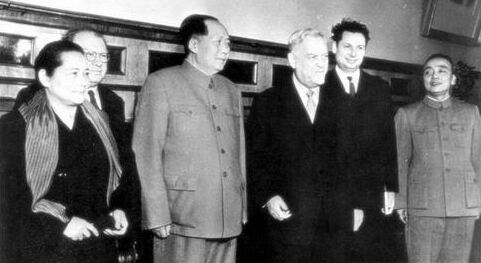
Булганин в Китае в 1957 г. Справа Ян Шанкунь, слева Сун Цинлин.

После смерти Сталина, в марте 1953 года, когда Военное и Военно-морское министерство СССР были объединены в Министерство обороны СССР, его вновь возглавил Булганин, оставаясь при этом 1-м заместителем председателя Совета Министров СССР. Возглавляемая Булганиным Постоянная комиссия по вопросам обороны при Президиуме ЦК КПСС была упразднена.

Вы бы видели, как радовался Булганин, когда [Берию] расстреляли. Тогда в первый раз после долгого перерыва в Кремле встречали Новый год. В отличие от предвоенных лет встречать 1954 год пригласили очень много людей. Руководители страны Маленков, Булганин, Хрущёв вокруг ёлки водили с гостями хороводы. Булганин неожиданно вышел в круг и начал плясать «барыню». Красиво танцевал! Женщины по очереди выходили плясать с ним, уставали и уходили. А он всё продолжал и продолжал плясать. И это в его 58 лет! Крепкий был мужик.— из воспоминаний Михаила Смиртюкова
В феврале 1955 года в ходе накалившейся борьбы между партийной и государственной ветвями власти Георгий Маленков был смещён с должности председателя Совета министров СССР. Его место, как менее конфликтная фигура, занял Булганин. Министром обороны вместо Булганина стал Георгий Жуков.
Как глава правительства СССР Булганин (вместе с Хрущёвым) совершил ряд важных официальных визитов: в Югославию (где состоялось примирение советского руководства с Иосипом Броз Тито), Индию и Великобританию. В 1956 году с премьером Японии И. Хатоямой подписал в Москве советско-японскую декларацию о нормализации отношений.
После того, как политические позиции Хрущёва окончательно упрочились (победа в июне 1957 года над «антипартийной группой», в которую также входил Булганин), в марте 1958 года при формировании правительства Верховным Советом нового созыва Булганин не был переназначен на пост председателя Совета министров СССР. Вместо него, по предложению Климента Ворошилова, на этот пост был назначен сам Хрущёв. 31 марта 1958 года Булганин в третий раз был назначен председателем правления Госбанка СССР. В августе 1958 года Н. А. Булганин был отправлен в фактическую ссылку в Ставрополь на должность председателя совнархоза. В сентябре 1958 года Булганина вывели из состава Президиума ЦК КПСС, а 26 ноября 1958 года он был лишён воинского звания Маршала Советского Союза и понижен в звании до генерал-полковника

Это случилось после поездки в Таиланд. Был тогда такой порядок: когда наши руководители приезжали из-за границы, то собирали митинг и на нём отчитывались о поездке. Митинги огромные были. В Большом театре, например. Или в Лужниках в зале на 6 тысяч человек.
Почему-то Хрущёв вылетел в Москву из Таиланда раньше. А позже на другом самолёте летел Булганин. Хрущёв, не дожидаясь Булганина, открыл митинг и стал держать речь. Он стоял на трибуне, когда неожиданно появился Булганин. Зал встал — и гром аплодисментов. Все ведь считали, что они одно целое, друзья. А Хрущёв от таких оваций Булганину будто очумел. Лицо стало обиженным, он сник и, не договорив, сошёл с трибуны и уселся за стол. А Булганину все хлопают.
С тех пор как какая-то чёрная кошка пробежала между ними. Дружбы больше не было. Никита не успокоился, пока не добил Булганина.
В последний день своей работы в Кремле Булганин вызвал управляющего делами Совмина и меня к себе: «Я теперь ухожу, — говорит, — а председателем будет Никита». Чуть не плачет, бородка трясётся. И в утешение-то сказать ему нечего. «Здоровья вам, Николай Александрович», — говорю. Хоть он и стоял в маршальской форме, но вид у него был совершенно жалкий.

А вскоре Никита, зная, как Булганин дорожит своим маршальским званием, понизил его в чине до генерал-полковника и отправил руководить Ставропольским совнархозом.— из воспоминаний Михаила Смиртюкова
В феврале 1960 года Булганин вышел на пенсию. Утверждают, что его пригласили на встречу нового 1964 года в Кремлёвский дворец съездов, где он встретился с Хрущёвым, и даже, якобы они оживлённо беседовали и ушли с празднества вместе.

У него после возвращения [в Москву] жизнь как-то совсем расстроилась. Жена умерла, с детьми он что-то не очень ладил. Собственную дачу кому-то отдал. С квартирой тоже были какие-то проблемы. Но меня он просил только об одном: чтобы ему каждую неделю давали путёвку в дом отдыха «Назарьево» имени Куйбышева… Это был дом отдыха для персонала Совмина — секретарей, водителей…
Булганин приезжал туда утром в пятницу, а к вечеру привозили сотрудников аппарата. Булганин встречал автобус и здоровался со всеми как со своими близкими. Люди пожимали ему руку, обнимали, перекидывались парой фраз. Такой он завёл ритуал. В столовой этого дома отдыха у него свой столик был. Придёшь завтракать — он всегда встанет, подойдёт поздороваться, поговорить. Пытался хоть как-то скрасить своё одиночество.

Незавидная у него была роль на нашей политической сцене — безропотного исполнителя. Отыграл её и оказался совсем никому не нужен.— из воспоминаний Михаила Смиртюкова
Похоронен на Новодевичьем кладбище.

## Семья
Был женат на Елене Михайловне (урожд. Коровина, 1900—1986), учительнице английского языка. Сын Лев (1925—1975). Дочь Вера  вышла замуж за сына адмирала Кузнецова.

## Награды
- Герой Социалистического Труда (10.06.1955)
- Два ордена Ленина (09.04.1931, 10.06.1955)
- Орден Красного Знамени (28.07.1943)
- Орден Суворова I степени (04.06.1945)
- Орден Суворова II степени (09.04.1943)
- Два ордена Кутузова I степени (28.09.1943, 29.07.1944)
- Два ордена Красной Звезды (14.05.1935, 21.08.1953)
- Медаль «За доблестный труд. В ознаменование 100-летия со дня рождения Владимира Ильича Ленина» (1970)
- Медаль «Партизану Отечественной войны» (1945)
- Медаль «За оборону Москвы» (1944)
- Медаль «За победу над Японией» (1945)
- Медаль «За победу над Германией в Великой Отечественной войне 1941—1945 гг.» (1945)
- Юбилейная медаль «Двадцать лет Победы в Великой Отечественной войне 1941—1945 гг.» (1965)
- Юбилейная медаль «30 лет Советской Армии и Флота» (1948)
- Юбилейная медаль «40 лет Вооружённых Сил СССР» (1958)
- Юбилейная медаль «50 лет Вооружённых Сил СССР» (1968)
- Медаль «В память 800-летия Москвы» (1947)

Иностранные награды:
- командорский крест со звездой ордена Возрождения Польши (Польша, 18.07.1945)
- Орден Virtuti militari I класса (ПНР)
- Орден «Крест Грюнвальда» I степени (ПНР)
- Орден Партизанской звезды I степени (Югославия)
- Орден Национального освобождения (Югославия)
- Орден Красного Знамени (МНР, 1942[16])
- Орден Республики (3.03.1942) (ТНР)
- Медаль «За освобождение Кореи» (КНДР, 16.10.1948)

## Воинские звания
- Генерал-лейтенант (6 декабря 1942)
- Генерал-полковник (29 июля 1944)
- Генерал армии (17 ноября 1944)
- Маршал Советского Союза (с 3 ноября 1947 по 26 ноября 1958)
- лишён звания маршала и понижен до генерал-полковника (26 ноября 1958).

## Киновоплощения
- 1949 — «Сталинградская битва» — роль Н. А. Булганина сыграл Пётр Берёзов (нет в титрах)
- 1949 — «Падение Берлина» — Александр Ханов
- 1979 — «Суэц 1956» / Suez 1956 (Великобритания, 1979) — Гай Дегхи
- 1989 — Закон — Павел Махотин
- 1990 — Десять лет без права переписки — Павел Махотин
- 2007 — «Сталин. Live» — Виктор Борисов
- 2009 — «И примкнувший к ним Шепилов» — Владимир Балдов
- 2011 — «Фурцева. Легенда о Екатерине» — Анатолий Бледный
- 2011 — «Жуков (телесериал)» — Анатолий Бледный
- 2017 — «Смерть Сталина» — Пол Чахиди

## Память
- Увековечен в художественной композиции «Заседание штаба Западного фронта» в деревне Красновидово Московской области[17].